# Spanners
Spanners es el tercer álbum de estudio de la banda británica The Black Dog. Fue lanzado a través de Warp Records el 16 de enero de 1995. Alcanzó el puesto 30 en la lista de álbumes del Reino Unido.

## Recepción
Ned Raggett de AllMusic elogió a Spanners y dijo: "Los aspectos más destacados son muchos, y la mayoría de las veces logran una sólida combinación de facilidad para la pista de baile y trucos sonoros inesperados".
En 2017, Spanners ocupó el puesto 42 en la lista de Pitchfork de "Los 50 mejores álbumes de IDM de todos los tiempos".

## Lista de canciones
Todas las canciones escritas y compuestas por Ken Downie, Ed Handley y Andy Turner. 
| N.º | Título                | Duración |  |
| 1.  | «Raxmus»              | 3:03     |  |
| 2.  | «Bolt 1»              | 0:27     |  |
| 3.  | «Barbola Work»        | 6:42     |  |
| 4.  | «Bolt 2»              | 0:27     |  |
| 5.  | «Psil-Cosyin»         | 10:32    |  |
| 6.  | «Chase the Manhattan» | 5:42     |  |
| 7.  | «Bolt 3»              | 1:36     |  |
| 8.  | «Tahr»                | 3:08     |  |
| 9.  | «Bolt 4»              | 1:06     |  |
| 10. | «Further Harm»        | 6:18     |  |
| 11. | «Nommo»               | 6:53     |  |
| 12. | «Bolt 5»              | 0:22     |  |
| 13. | «Pot Noddle»          | 7:13     |  |
| 14. | «Bolt 6»              | 0:42     |  |
| 15. | «End of Time»         | 3:44     |  |
| 16. | «Utopian Dream»       | 6:00     |  |
| 17. | «Bolt 7»              | 0:17     |  |
| 18. | «Frisbee Skip»        | 5:25     |  |
| 19. | «Chesh»               | 6:03     |  |

## Posicionamiento en listas
| Lista (1995)                    | Mejor posición |
| ------------------------------- | -------------- |
| Escocia (Scottish Albums Chart) | 35             |
| Reino Unido (UK Albums Chart)   | 30             |